# Acacia setulifera
Acacia setulifera é uma espécie de leguminosa do gênero Acacia, pertencente à família Fabaceae.